# Крампус

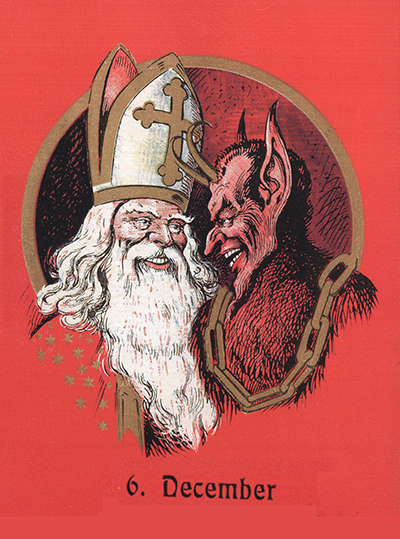
Спутник св. Николая — Крампус. Австрия, начало XX века

Кра́мпус (нем. Krampus, австр. Klaubauf, Bartl, словен. Parkelj, чеш. čert, сил. Gumphinckel, венг. Krampusz) — легендарная фигура в фольклоре альпийского региона, «рождественский чёрт», спутник и одновременно антипод Николая Чудотворца, а также название обходного обряда в ночь с 5 на 6 декабря.

## Обряды
В ночь с 5 по 6 декабря Крампус сопровождает Святого Николая, наказывая непослушных детей и пугая их, — тем самым он действует в противовес Св. Николаю, который раздаёт подарки хорошим детям. Считается, что когда Крампус находит капризного ребёнка, он кладёт ему под подушку уголь или засовывает его в свой мешок и уносит напуганное дитя в пещеру, предположительно, чтобы съесть на рождественский ужин. В более старых версиях легенд Крампус похищает детей и уносит в свой жуткий замок, а потом сбрасывает в море.
Изображать Крампуса принято в Австрии, Южной Баварии, Венгрии, Словении, Чехии, некоторых северных областях Италии (Боцен (Больцано)) и Хорватии. Вид этого существа и его название варьируются в зависимости от местности. Как правило, в альпийском регионе Крампуса изображают как рогатое и косматое звероподобное чудище демонической внешности. Традиционно мужчины наряжаются в наряд Крампуса в течение первой недели декабря, а особенно в ночь с 5 (нем. Krampuslauf — «День Крампуса») на 6 декабря (нем. Nikolaus — «День Св. Николая») и бродят по улицам, пугая детей цепями и колокольчиками. Часто Крампуса изображают на специальных рождественских открытках (нем. Krampuskarten).

## История
Упоминания о Крампусе имеются ещё в дохристианском немецком фольклоре и было связано с приходом зимы и уменьшением светового дня. Таким образом он олицетворял собой злого духа зимы. Само слово «Крампус» происходит от старого немецкого слова «krampen», что означает «коготь», либо по другой версии, от баварского «Krampn» — нечто мёртвое, высохшее.. По некоторым характеристикам он проявляет сходство и с сатирами из древнегреческой мифологии. В более ранний период, особенно во времена инквизиции католическая церковь запрещала празднования с участием ряженых, изображающих рогатых существ. Тем не менее традиция изображения Крампуса сохранилась, и к XVII веку он утвердился в рождественских празднованиях как спутник Св. Николая.
В XX веке австрийское правительство не поощряло изображение Крампуса. После гражданской войны 1934 года режим Дольфуса по инициативе христиан-социалистов и Отечественного фронта наложил запрет на данную традицию. В 1950-е годы правительство распространяло памфлеты на тему «Крампус — порождение зла». Однако к концу века произошло восстановление празднований с участием Крампуса, и сейчас эта традиция остаётся популярной. При этом в Австрии проходила общественная дискуссия на тему допустимости использования образа Крампуса для маленьких детей.

## Внешний вид
При всех различиях в изображении Крампуса некоторые его характеристики остаются общими: он покрыт шерстью, обычно бурой или чёрной, у него козлиные рога и раздвоенные копыта. Из пасти вываливается длинный заострённый язык.
Нередко Крампус несёт цепь, что символизирует оковы на дьяволе в христианской традиции. Для достижения большего эффекта он потрясает цепями. Цепи могут также дополняться колокольчиками разного размера. К языческим представлениям восходит такой атрибут Крампуса, как связки берёзовых розг (ruten), которыми он стегает детей. Наказание розгами играло важную роль в дохристианском обряде инициации. Розги могут заменяться хлыстом. Иногда Крампус появляется с мешком или лоханью за спиной — они предназначены для того, чтобы унести непослушных детей для их последующего поедания, утопления или отправления в преисподнюю.

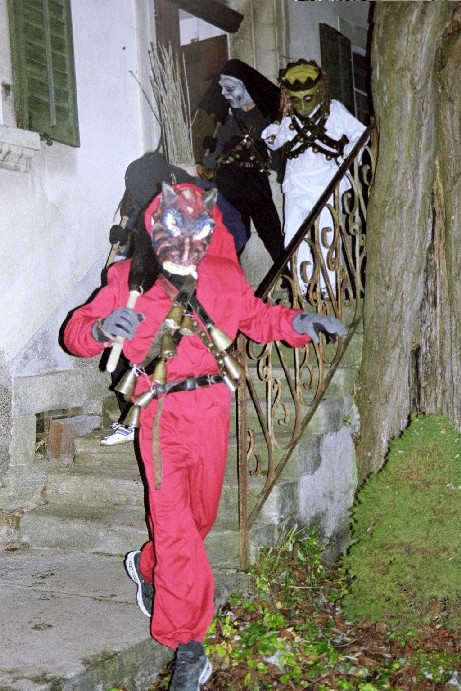
Крампусы посещают каждый дом в деревне Хальвиль (2006)
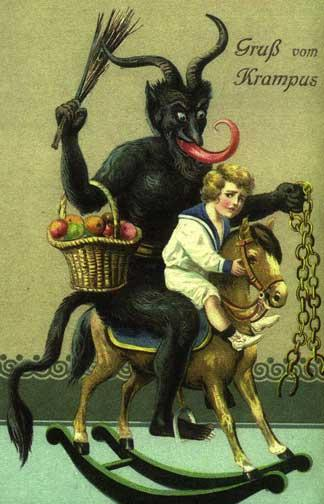
Открытка с Крампусом начала XX века
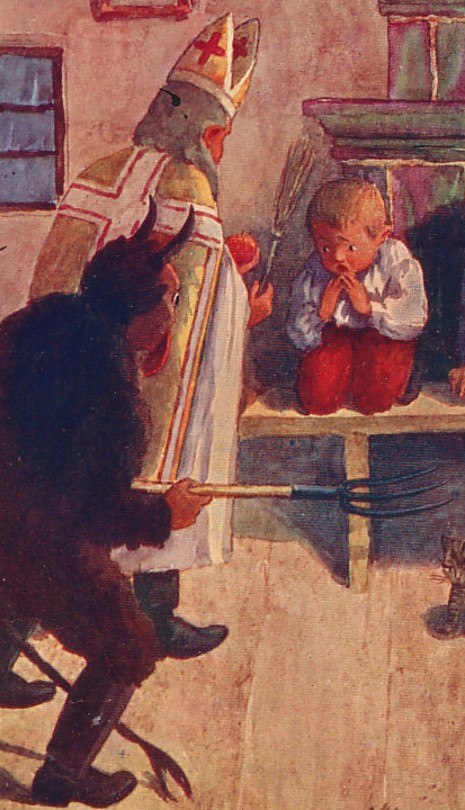
Св. Николай и Крампус. Открытка начала XX века
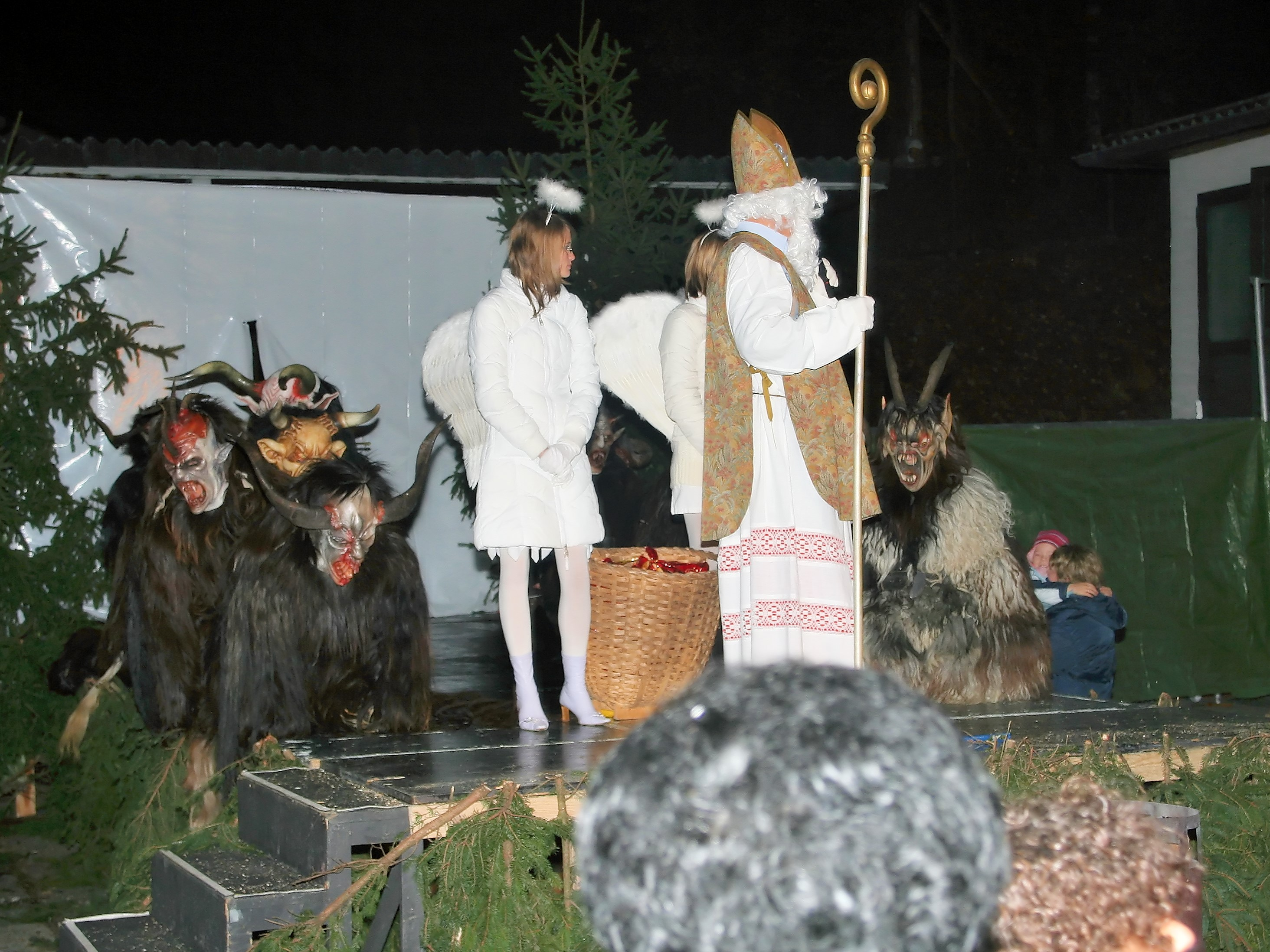
Св. Николай c ангелами и группой Крампусов. Австрия
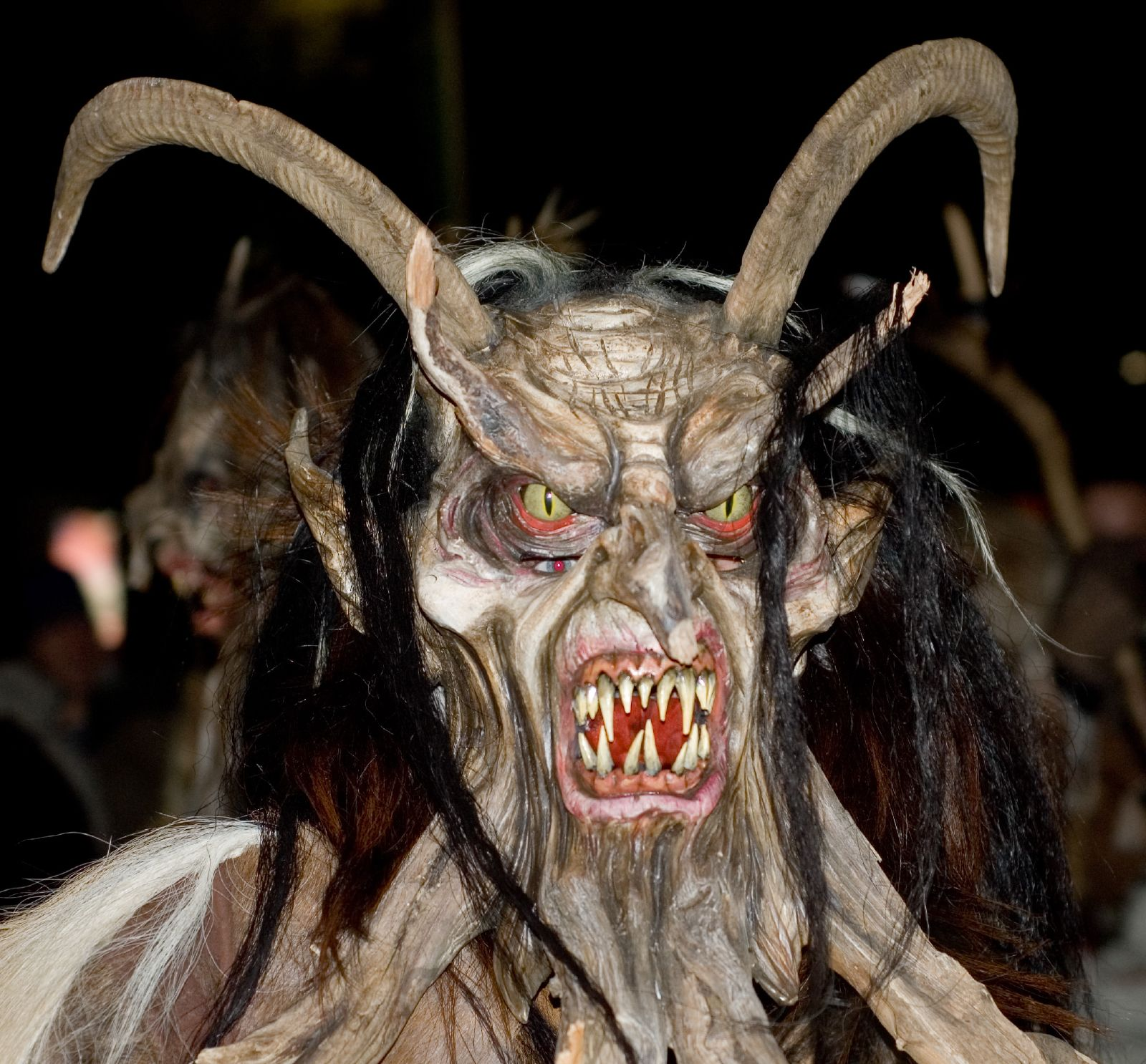
Крампус в Зальцбурге (2008)
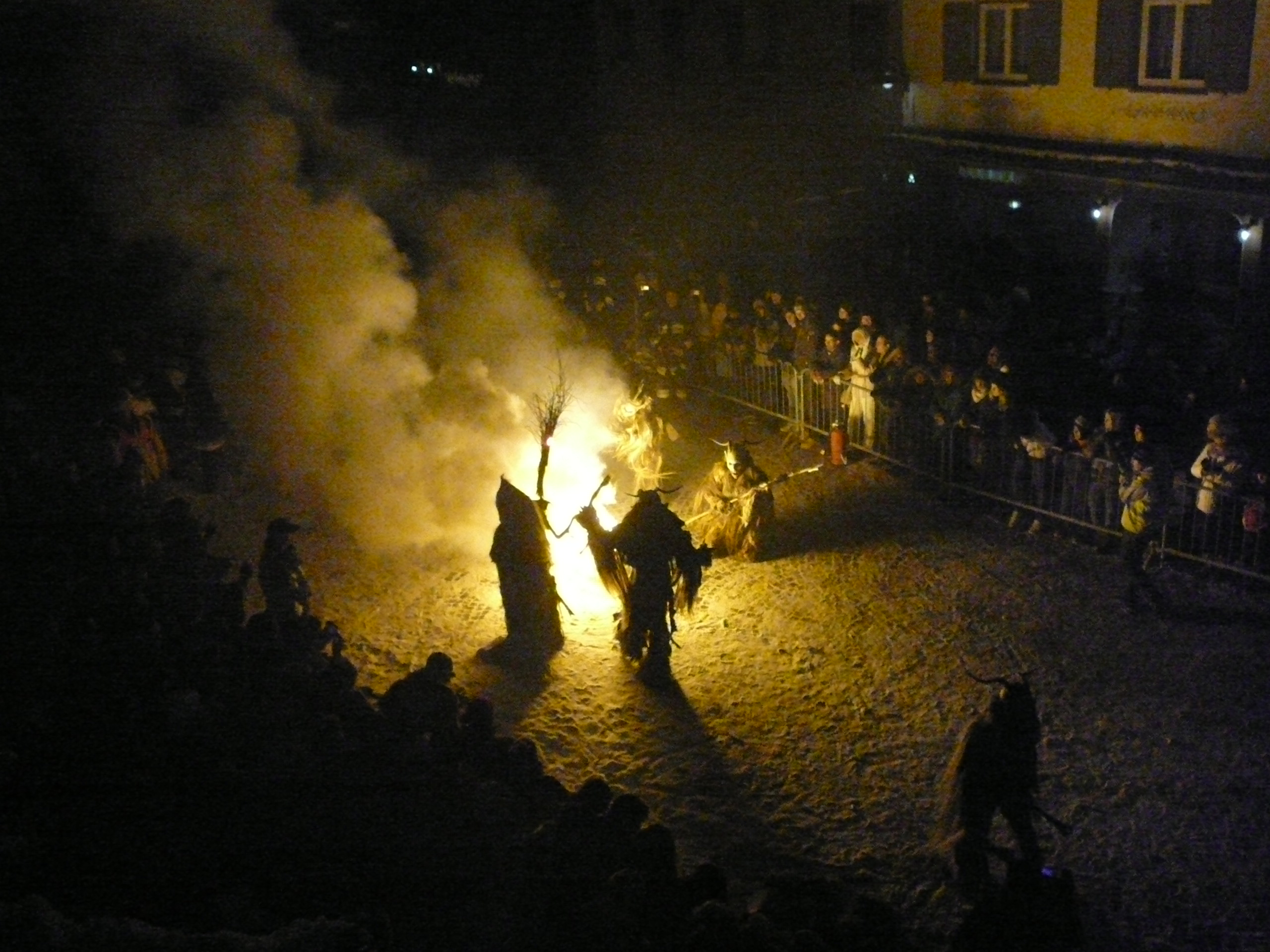
Шествие Крампусов в Доббьяко (декабрь, 2008)

## Этимология и варианты названия
Слово «Krampus» (иногда «Grampus») происходит от древневерхненемецкого «Krampen» со значением «коготь» либо, по другой версии, от баварского слова «Krampn» «нечто мёртвое, высохшее». Также в немецкой традиции известны названия «Hörnernickel» — рогатый Николай у судетских немцев, «Klausentreiben» — Дикий Клаус у швабов, «Klausjagen» — Клаус-яген в швейцарском городе Кюснахт-ам-Риги или «Chlausjagen» — в Хальвиле.
В германской части Альп и австрийском регионе Зальцкаммергут Крампус более известен под именем «Kramperl». В Австрии персонаж известен также как «Klaubauf», а в южных частях страны — как «Bartl», «Bartel», «Niglobartl» или «Wubartl». В других землях Крампуса и его аналогов также называют «Pelzebock» или «Pelznickel» (на юге Германии), «Gumphinckel» (в Силезии). В Венгрии он известен как «Krampusz».
Иногда Крампус в фольклоре смешивается с другим мифическим существом — ведьмой Перхтен.

## Региональные различия
В Центральной Европе ритуалы, связанные с Крампусом, различаются. Так, в Штирии Крампус отдаёт свои розги семье, в которую приходит, и затем они остаются в доме на видном месте на протяжении всего года как напоминание детям вести себя хорошо. В некоторых небольших деревнях Крампус расхаживает в компании других звероподобных рогатых существ («Schabmänner» или «Rauhen»), но без Св. Николая.
В крупных городах с развитой туристической инфраструктурой (наподобие Зальцбурга) Крампусы более дружественны и скорее комичны, нежели страшны.
В Эльзасе аналог Крампуса известен как Ганс Трапп (эльз. Hans Trapp) и во время празднований сопровождает фигуру Младенца Христа вместо Св. Николая. Это связано с традицией, установленной лютеранской церковью ещё в 1600-е годы, когда место Св. Николая в данном ритуале занял Младенец Иисус (иногда его роль играла девушка).
Изображение Крампуса набирает популярность и в Северной Америке. Он популярен у немецкоязычных диаспор северо-востока США, где известен как Bellsnichol и совмещает черты как Св. Николая, так и его демонического антипода.

## В науке
В честь Крампуса назван Protomelas krampus – вид лучепёрых рыб семейства цихловые.